# Rio Hadejia
Hadejia (em haúça: kogin Haɗeja) é um rio do norte da Nigéria e tributário do Iobe. Entre as cidades banhadas por suas águas estão Hadejia e Nguru. O represamento de suas águas para irrigação levou ao decréscimo da quantidade de água das zonas úmidas de Hadejia-Nguru, que o rio forma junto do lago Nguru. Ele é 80% controlado pelas represas de Tiga e Chalaua, no estado de Cano.